# Afrenellar

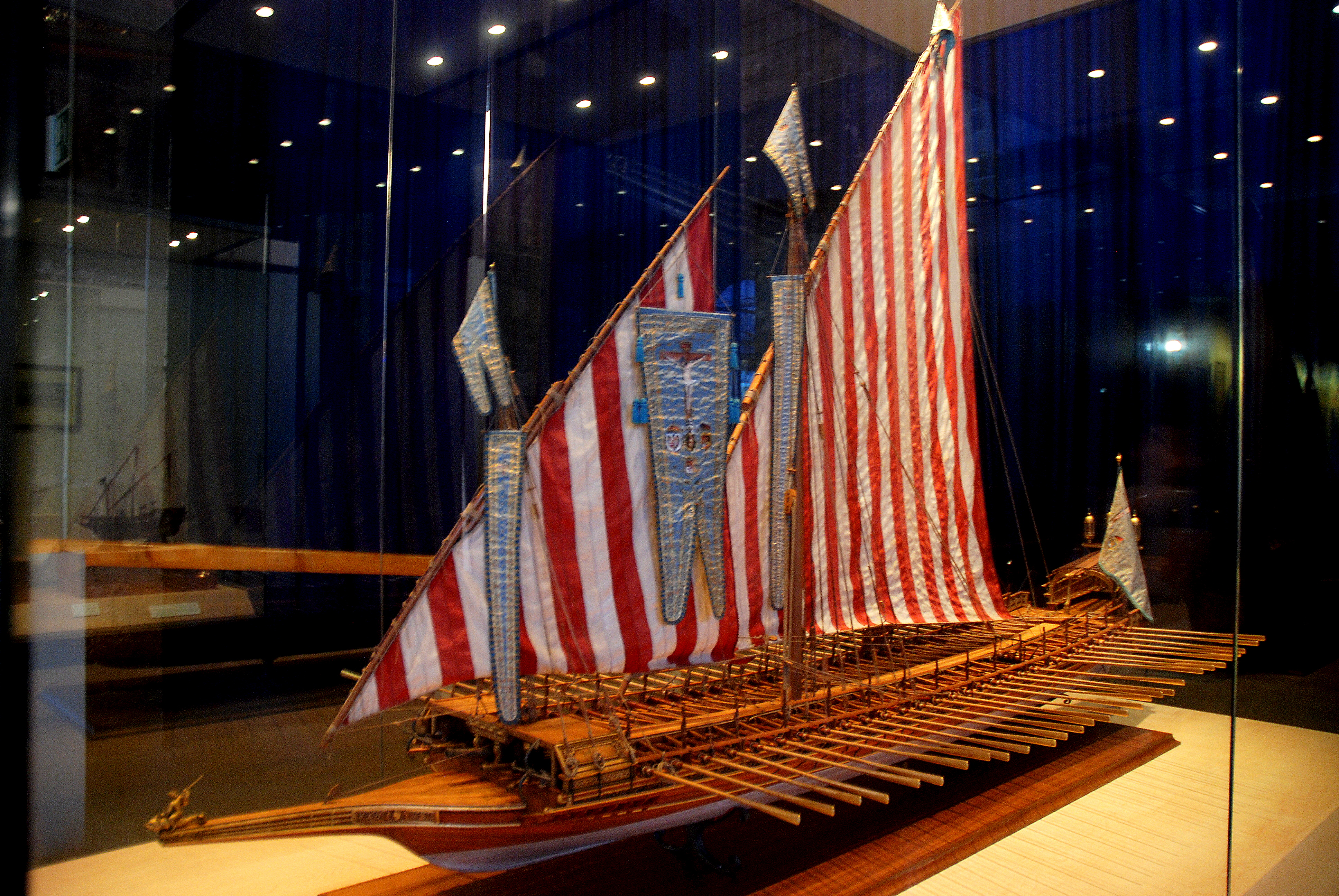
Model de la "La Reial"

En les batalles entre galeres, afrenellar significava subjectar lligant amb frenells les mateixes galeres entre si o els rems d'una galera a la coberta de la nau.

## Explicació
Les batalles navals antigues amb trirrems fenícies, gregues, cartagineses i romanes consistien sovint en enfrontaments individuals entre les naus que lluitaven amb esperons procurant enfonsar l'adversari. L'abordatge era el darrer recurs i implicava un nombre reduït de guerrers embarcats. En algunes batalles hi ha referències de naus lligades les unes a les altres, de costat a costat, procurant una millor defensa.
A partir la batalla de Miles la lluita a l'abordatge procurant capturar la nau enemiga fou més freqüent. Aquesta tàctica implicava la participació de més soldats ben armats (amb armes defensives i ofensives).
En les batalles medievals l'ús dels frenells fou gairebé universal. Abans de la batalla -procurant una millor defensa lligant naus i rems- i en la pròpia batalla (emprant frenells amb ganxos per a aferrar-se a la nau enemiga i procedir a l'abordatge).

## Documents
- La referència següent parla de frenells llargs. Aparentment per a permetre un cert moviment relatiu entre les parts lligades.

| «                           | ... E en Ramon Marquet e en Berenguer Mallol faeren affranallar les galees ab franells llarchs, e marraren tots los rems en frenells llarchs, perço quels enamichs nos poguessen metre entre ells, entro que ells se volguessen... | » |
| — Crònica de Ramon Muntaner | |   |

- Batalla naval de Port del Comte. La descripció d'aquesta batalla és interessant pel que fa a les preparacions prèvies d'un estol venecià-català, afrenellant les galeres barrejades. La batalla pròpiament dita permet deduir les possibilitats i limitacions del sistema.

| «                               | ... E ordenà que una galera de Catalunya estigués a la parte dreta del dit capità nostre (Bernat de Cabrera) i feu fer dues esquerres de totes les nostres galeres; y eren totes afrenallades, ço és, una de Catalans y altre de Venecians exceptades VI galeres entre bastardes y sotils qui estigueren detràs ab les V naus armades ... | » |
| — Crònica de Pere el Cerimoniós | |   |